# 1692
Cette page concerne l'année 1692  du calendrier grégorien.
L'année 1692 est une année bissextile qui commence un mardi.

## Événements
- 1er mars : arrestation des sorcières de Salem[1].
- 17 et 19 mars : édits de tolérance en faveur du christianisme en Chine[2].
- 27 mai - 29 octobre : procès et exécution des sorcières de Salem[3].
- 7 juin : la colonie de Port Royal en Jamaïque est détruite par un tremblement de terre[4]. 2000 victimes.
- 14 septembre : retour des Espagnols à Santa Fé (Nouveau-Mexique), conduits par Diego de Vargas Zapata[5]. La région est reconquise dès 1696.
- 22 octobre : attaques des Iroquois contre les Français de la Nouvelle-France. Marie-Madeleine Jarret de Verchères devient héroïne de la Nouvelle-France en défendant un fort qui attendait des renforts[6].
- Révolte des noirs dans les Antilles anglaises[7].

### Europe
- 13 février : massacre de Glencoe en Écosse[8]. Quarante personnes du clan MacDonald de Glencoe qui avaient refusé de prêter serment d'allégeance à Guillaume et Marie sont tuées.
- 26 mars : entrée dans Bruxelles de Maximilien-Emmanuel de Bavière, nouveau gouverneur des Pays-Bas espagnols, gendre de l’empereur Léopold Ier du Saint-Empire et vainqueur des Turcs à Vienne et à Belgrade[9].
- Mai : printemps glacé en Angleterre[10].

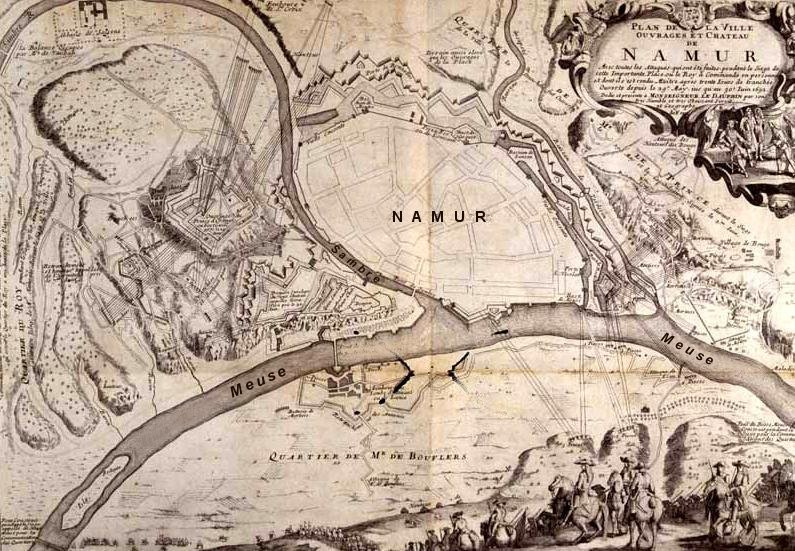
24 mai-30 juin : siège de Namur

- 24 mai : siège de Namur qui capitule le 5 juin[11].
- 29 mai : victoire navale de Tourville à la bataille de Barfleur[12].

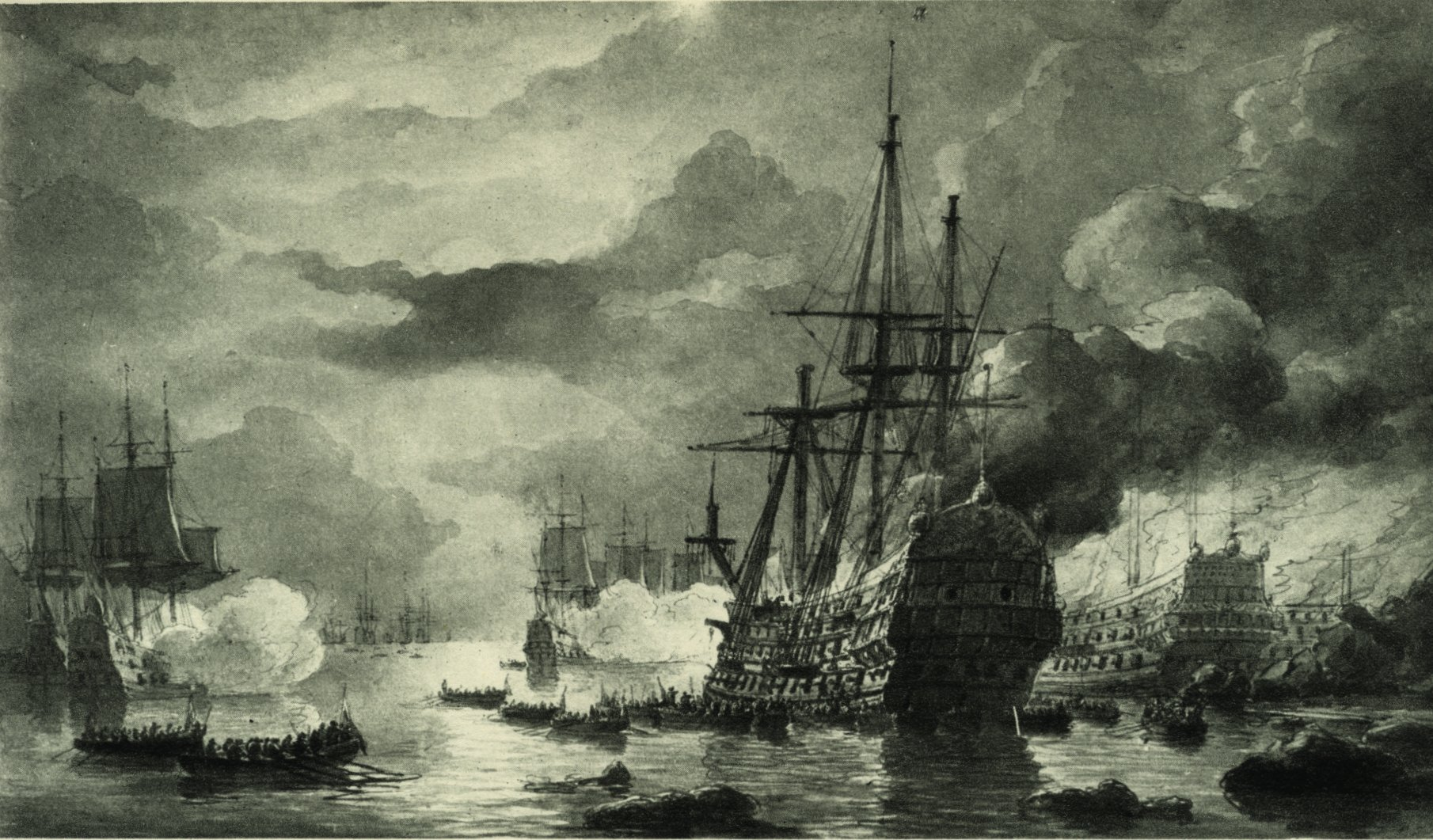
: bataille de la Hougue

- 1er – 3 juin : défaite de la flotte française de Tourville à la bataille de la Hougue, près de Cherbourg, contre la flotte anglo-hollandaise dans la Guerre de Neuf Ans[12]. Moins de cent quatre ans après la victoire de Sir Francis Drake sur l'Invincible Armada, la suprématie navale de l'Angleterre est confirmée et se maintient jusqu'à la Seconde Guerre mondiale.

- 23 juin : bulle Romanum decet Pontificem contre le népotisme des papes[13].
- 30 juin : Louis XIV prend la citadelle de Namur[11].
- 3 août : victoire de Luxembourg à la bataille de Steinkerque sur Guillaume III d'Orange[14].
- 19 août : les Savoyards occupent Embrun puis Gap (20 août). Catinat est contraint à la défensive. Par suite de la résistance des Dauphinois menée par mademoiselle de La Tour-du-Pin, le duc de Savoie quitte Embrun le 16 septembre[15].
- 17 septembre : le maréchal de Lorges bat le prince Charles de Wurtemberg à Pforzheim[16].

- 1er décembre : instructions du comte d'Avaux, ambassadeur de France en Suède. Charles XI de Suède devient médiateur entre la France et les coalisés contre Louis XIV[17].
- 19 décembre : la maison de Brunswick-Lunebourg obtient l’électorat de Hanovre[18].

## Naissances en 1692
- 15 juin : Giovanni Domenico Ferretti, peintre italien de l'école florentine de la période rococo († 18 août 1768).
- 23 juin : Antonio Baldi, peintre et graveur italien († 1773).
- 1er septembre : Egid Quirin Asam, sculpteur, stucateur et maître d'œuvre allemand du baroque tardif († 29 avril 1750).
- 11 septembre : Ingela Gathenhielm, armatrice et pirate suédoise.
- 30 novembre : Livio Retti, peintre baroque italien († 2 janvier 1751).
- Date précise inconnue :
  - Vittorio Bigari, peintre italien († 1776).
  - Giovanni Domenico Campiglia, graveur et peintre italien († 1768).
  - Maria Giovanna Clementi, peintre italienne († 1761).
  - Nicolas Le Roy de Bazemont, peintre français d'origine portugaise († 8 mars 1770).
  - Basile de Poiana Màrului, hiéromoine roumain († 25 avril 1767).

## Décès en 1692
- 3 janvier : Roelant Roghman, peintre, dessinateur et graveur néerlandais (° 14 mars 1627).

- 16 février : David Lloyd, biographe anglais (° 28 septembre 1635).

- 23 juillet : Gilles Ménage, grammairien, historien et écrivain français (° 15 août 1613).

- 14 août : Nicolas Chorier, avocat à Vienne, puis procureur du Roi à Grenoble, historien et littérateur libertin (° 1er septembre 1612).

- 28 septembre : Cornelis Bloemaert, peintre et graveur néerlandais (° 1603).

- 29 octobre : Melchisédech Thévenot, inventeur français.

- 6 novembre : Gédéon Tallemant des Réaux, écrivain français (° 7 novembre 1619).

- 16 décembre : Heinrich Rixner, théologien protestant allemand, professeur à l'université d'Helmstedt, pasteur surintendant de la principauté d'Halberstadt (° 8 juin 1634).
- 18 décembre :  Veit Ludwig von Seckendorff, historien allemand (° 20 décembre 1626).
- 21 décembre : Adrien Sacquespée, peintre français (° 17 juillet 1629).

- Date précise inconnue :
- Emanuel de Witte, peintre néerlandais (° 1617).